# Sinj (urbanistička cjelina)
Urbanistička cjelina grada Sinja predstavlja zaštićeno kulturno dobro.

## Opis dobra
Sinj se smjestio na rubu Sinjskog polja, podno tvrđave, na raskrižju putova iz Primorja prema unutrašnjosti. Naselje postoji u ilirskom i antičkom razdoblju, a u srednjem vijeku je sjedište župana. Turci osvajaju tvrđavu 1536. kada Sinj gubi strateški značaj i postaje manja trgovačka postaja, sve do mletačkog oslobođenja 1686. godine. U 17. – 18. st. gradi se samostan, utvrda Kamičak, kvartiri, Alkarsko trkalište, gradski trg i ulice prema Splitu, Livnu i Vrlici, izgrađuje se Žankova Glavica. Pučke stambeno-trgovačke kuće građene su muljikom. U 19. st. nastaju neostilske građevine, a Sinj postaje jedan od najzelenijih gradova u unutrašnjosti Dalmacije.

## Zaštita
Pod oznakom Z-5117 zavedena je pod vrstom "kulturno-povijesna cjelina", pravna statusa zaštićena kulturnog dobra, klasificirano kao "urbana cjelina".